# Burijn
Een burijn of graveersteker is: 

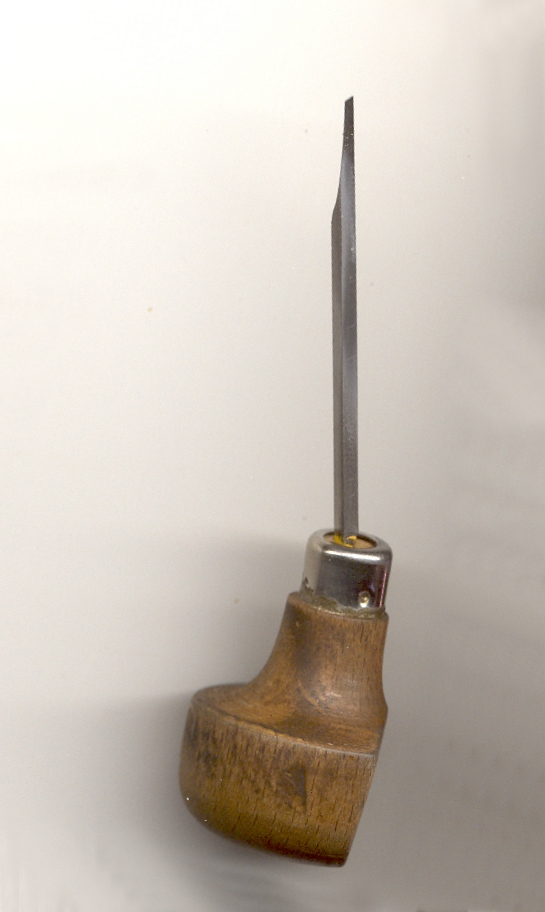
Een burijn, ook wel graveersteker genoemd

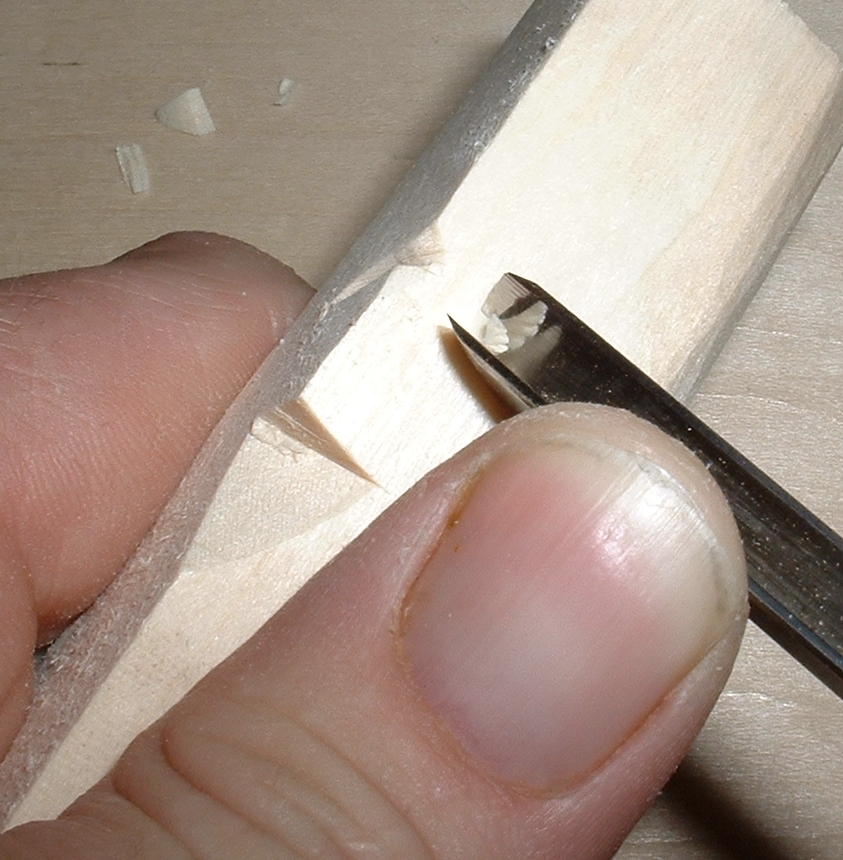
Een V-vormige guts wordt ook wel burijn genoemd

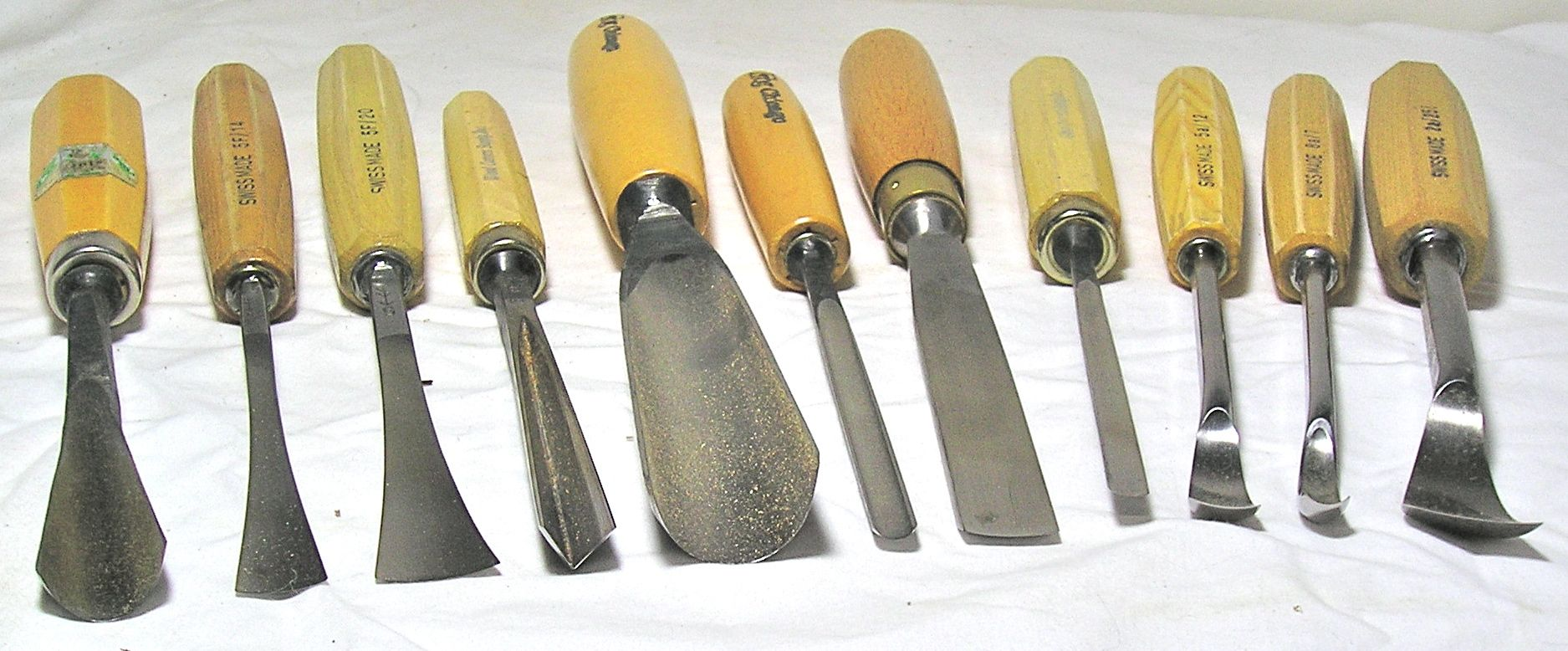
Verschillende gutsen; de vierde van links is een burijn en de laatste drie zijn verkropte gutsen

- een naaldachtig stuk gereedschap om mee te graveren, door de graveur gebruikt bij het maken van kopergravures en droge naald-etsen;
- een beitel met een V-vormige doorsnede en een houten of plastic hecht, waarbij de vouw (het geslepen deel van het snijvlak) aan de buitenkant van de V zit. Deze guts-vormige burijn wordt gebruikt door de beeldsnijder en de houtsnijder voor het vervaardigen van bijvoorbeeld houtsnedes en houtgravures . Deze burijnen zijn er in diverse formaten en met verschillende grootten van de snijhoek, bijvoorbeeld 45°, 60° en 90°. Het lemmet kan recht, gebogen of verkropt zijn (zie foto).

Het is een multi-functioneel stuk handgereedschap dat eveneens voor het maken van linoleumsneden, voor het versieren van juwelen en het maken van matrijzen voor penningen en munten wordt toegepast.

## Afbeeldingen

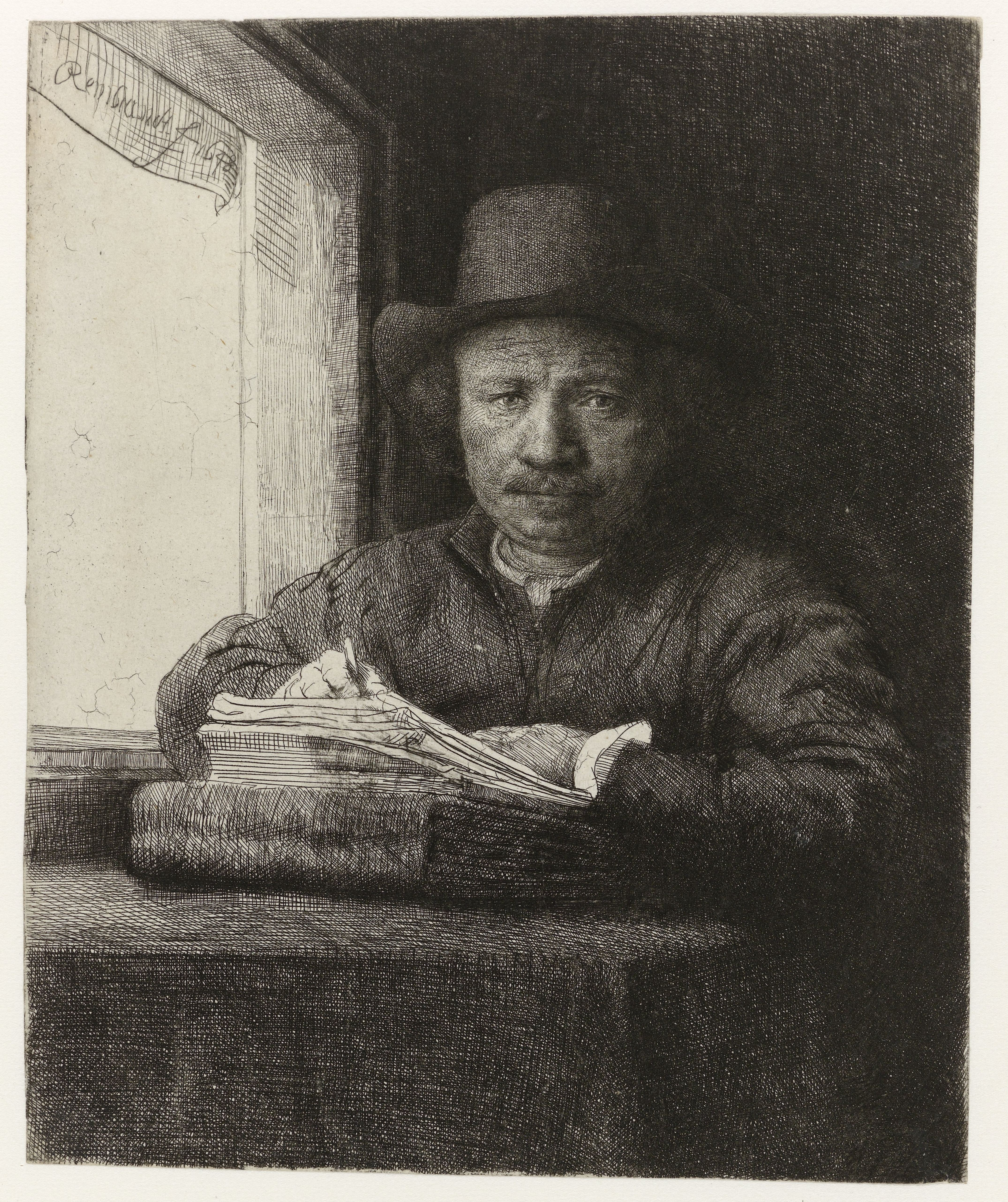
Rembrandt, zelfportret, 1648
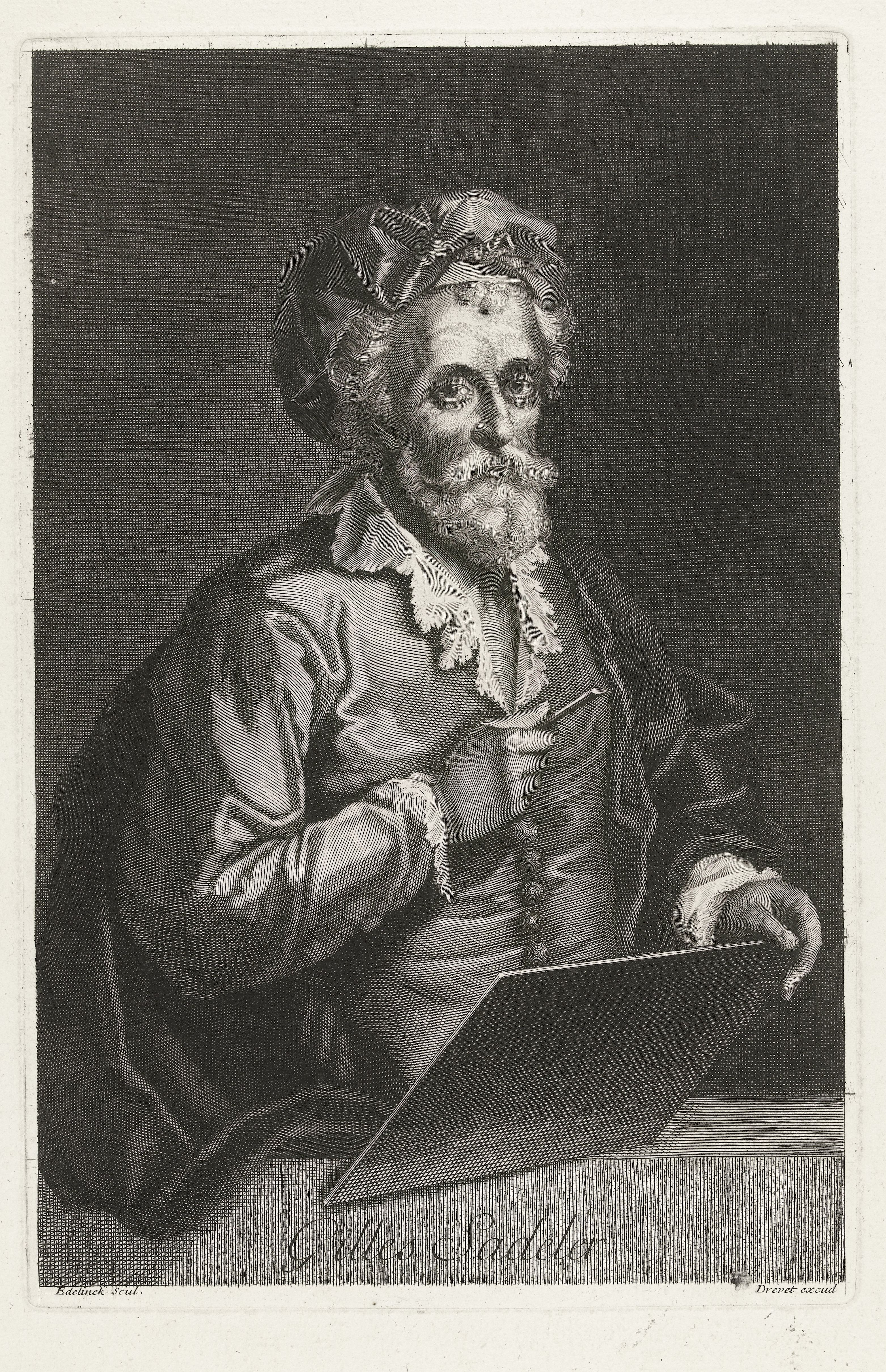
Aegidius Sadeler met burijn, ca. 1700
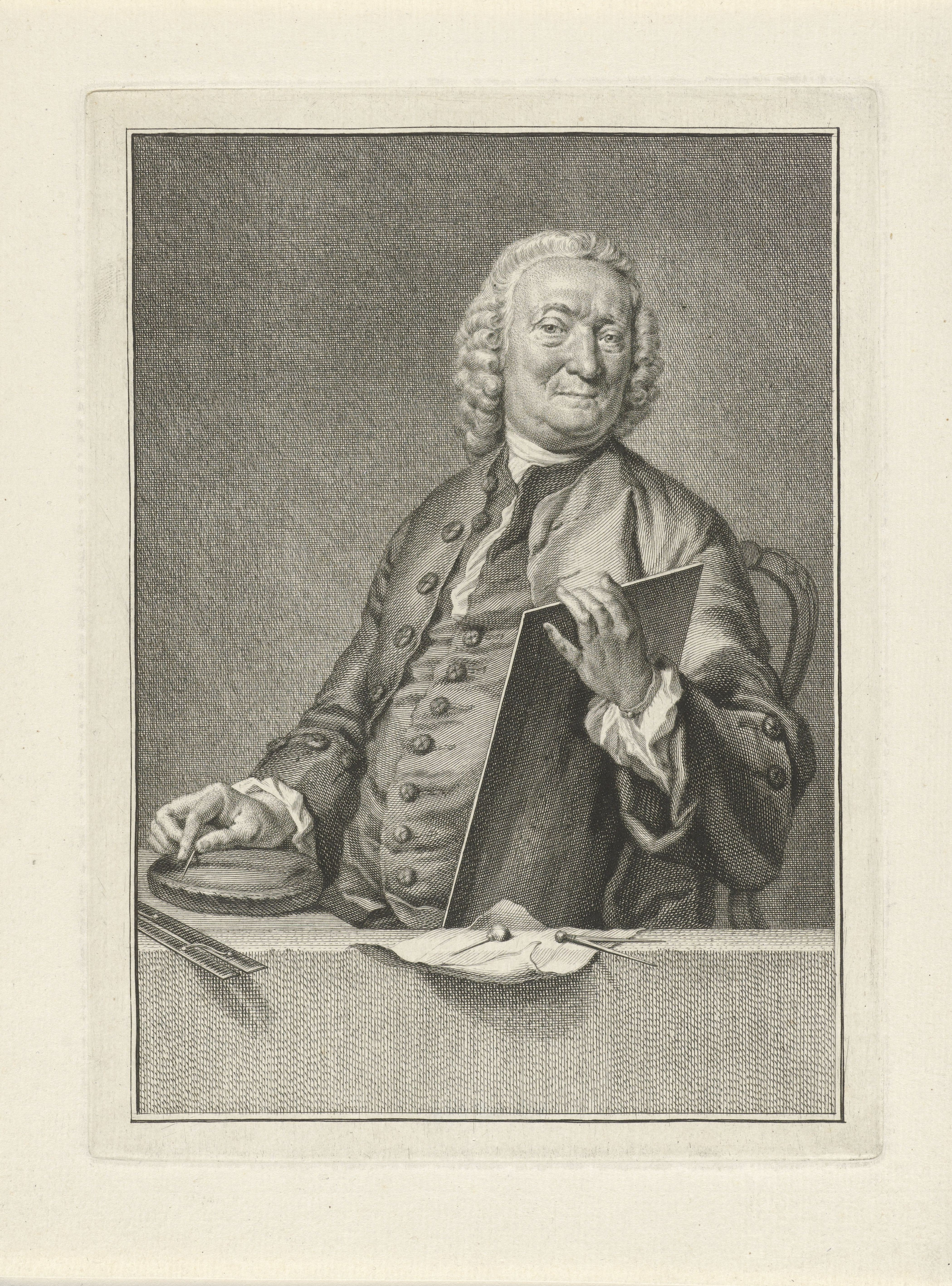
Jacob Houbraken met burijn, ca. 1770